# Shambar

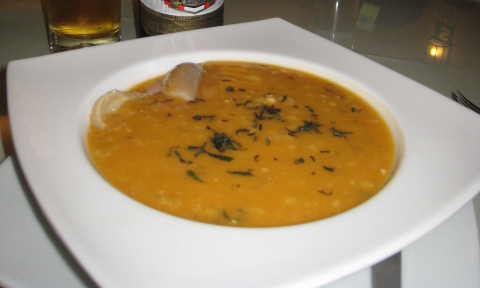
Une assiette de shambar à Trujillo (Pérou).

Le shambar est une soupe péruvienne qui mélange de nombreux ingrédients, goûts et assaisonnement. Il est constitué de grains de blé, de fèves, de petits pois, de pois chiches et de haricots secs. Quatre sortes de viandes interviennent : du poulet, du jambon, du bœuf ou du porc (peau, oreilles ou queue).
L’assaisonnement est à base d’ail, de poivre noir, de cumin, de piment violet (aji Panca), de piment jeune (Mirasol aji), de persil et d’huile végétale.
Ce mets très apprécié pour ses mélanges de saveurs est normalement dégusté le lundi ou lors d'occasions spéciales.